# Rafael Romo
Rafael Enrique Romo Pérez (Turén, Portuguesa, 25 de febrero de 1990) es un futbolista venezolano que juega como portero en la Universidad Católica de la Serie A de Ecuador. Es internacional con la selección de fútbol de Venezuela.
Fue el primer guardameta en disputar una Copa Mundial de Fútbol organizada por la FIFA con Venezuela —Copa Mundial de Fútbol Sub-20 de 2009—. Inició su carrera deportiva con el equipo de su ciudad, el Atlético Turén, debutando profesionalmente con el primer equipo en 2007.
Su dorsal favorito es el 90 por su año de nacimiento y por ser de la generación de 1990, y es hermano del también futbolista José Romo.

## Trayectoria

### Inicios
Nació en el seno de una familia futbolista. Su abuelo Rafael, fue fundador del Atlético Turén y directivo del Portuguesa Fútbol Club. Igualmente, su padre —también de nombre Rafael— jugó en esos mismos equipos, y su hermano menor José Romo, también se hizo profesional con el Penta.
Empezó jugando en la cancha del Víctor Julio Ramos de Turén, donde fue guiado y formado por el exguardameta internacional César «Guacharaca» Baena.

### Atlético Turén
Luego de ser parte de los planteles sub-15 y sub-17 del Atlético Turén de la segunda división de Venezuela, debutó profesionalmente con el primer equipo a los 17 años, el 8 de septiembre de 2007 en la victoria 2:1 en tiempo extra sobre el Portuguesa Fútbol Club —de primera división— en la segunda fase de la Copa Venezuela 2007. Posteriormente disputaría algunos partidos en el Torneo Apertura 2007 de la segunda división, y en septiembre de ese mismo año, despertó la curiosidad de la prensa en el cruce de octavos de final de la Copa Venezuela ante el Unión Atlético Maracaibo —llave que culminaría con la eliminación del Atlético Turén por 3:1 global—.

### Llaneros de Guanare
Tras su temporada con Atlético Turén, fue fichado por Llaneros de Guanare de la primera división en 2008, debutando el 6 de abril de ese año donde su club cayó ante el Deportivo Táchira. En dicho partido Romo solo concedió un gol de penal. Cuatro meses más tarde haría su debut en un amistoso con la selección absoluta en la victoria 4:1 ante Siria, y tras su consagración en el Campeonato Sudamericano de Fútbol Sub-20 de 2009 —donde fue clave para la clasificación de Venezuela al mundial—, Romo empezó a llamar la atención de varios clubes de Italia como el Udinese, y el Genoa.

### Udinese
El 15 de julio de 2009 fue anunciado oficialmente como jugador del Udinese de la Serie A de Italia por cinco temporadas, donde además fue presentado con el dorsal número uno. Inicialmente dirigido por el entrenador italiano Pasquale Marino, fue suplente del esloveno Samir Handanovič, e igualmente compitió por el puesto con el italiano Emanuele Belardi. Tras su llegada, alternó con el equipo sub-19 del Udinese que competía en el Torneo Primavera.
Tuvo su primera convocatoria el 28 de febrero de 2010 en la derrota 2:3 frente al Inter de Milán, y posteriormente debutó el 14 mayo en el último partido de la temporada. El portero titular Handanovič se encontraba suspendido por acumulación de tarjetas, y Belardi se encontraba lesionado. Fue así como Romo jugó todo el partido en la derrota 3:1 ante la Lazio.
Poco antes de empezar la temporada 2010-11 el entrenador Marino fue despedido y en su lugar fue contratado el italiano Gianni De Biasi. Durante el verano se barajeó una cesión al Granada de la segunda división de España —que un año antes había sido adquirido por el grupo de Giampaolo Pozzo, dueño del Udinese—, sin embargo no ocurrió.
Romo no fue tomado en cuenta ni por De Biasi, ni por Marino —que había regresado nuevamente— en todo el 2010 —no recibió ninguna convocatoria—, y durante el año pasó a utilizar el dorsal 90 tras ceder el dorsal 1 por una petición de Handanovič. La falta de minutos motivo a Romo a buscar minutos fuera de su club.

### Estudiantes de Mérida
Romo llegó cedido a Estudiantes de Mérida de la primera división de Venezuela en enero de 2011, para ser dirigido por el exguardameta internacional Rafael Dudamel.
Con el Académico, disputó catorce de diecisiete partidos del Torneo Clausura —donde su equipo apenas pudo lograr ocho puntos—. Tras culminar su préstamo tuvo que regresar al Udinese, a pesar del interés de otros clubes por hacerse de sus servicios.

### Retorno a Udinese
Nuevamente en el Udinese, Romo no tuvo oportunidades, y el entrenador Francesco Guidolin no lo convocó para disputar la ronda de clasificación de la Liga de Campeones de la UEFA 2011-12 ante el Arsenal —que concluyó con la eliminación de su equipo por un 3:1 global—, ni tampoco para la fase de grupos de la Liga Europa de la UEFA de ese mismo año. así como para ningún partido de la Serie A. No obstante, si fue convocado en el partido de octavos de final de la Copa Italia 2011-12 ante el Chievo de Verona —que concluyó con la eliminación de su equipo por marcador de 1:2—
A pesar de que para la temporada 2012-13 fue convocado al partido de ida de play-off de la Liga de Campeones de la UEFA 2012–13 ante el Sporting de Braga —donde caerían 5:6 en penales tras empatar a 2 en el global—, Romo siguió sin contar con minutos de juego.

### Mineros de Guayana
Para buscar la senda de la regularidad y ver minutos, Romo fue cedido a Mineros de Guayana de la primera división de Venezuela en agosto de 2012. Su debut con el Negriazul lo hizo el 20 de septiembre, donde coincidió con su primera participación en una competencia internacional de clubes, la Copa Sudamericana 2012. Mineros —que venía de empatar 2:2 en la ida con Cerro Porteño de Paraguay en Cachamay—, caería en la vuelta de la segunda fase tras perder 4:0 en el estadio General Pablo Rojas de Asunción.
Romo alternaría la titularidad con el experimentado Euro Guzmán, y esa temporada obtuvo su primer título profesional de su carrera: Torneo Apertura 2013. Mineros siguió con su buena racha, y estuvo a solo dos puntos de ser campeón del Torneo Clausura 2014 —que los habría coronado como campeón absoluto de la primera división de Venezuela 2013-14—. En la final de la temporada 2013-14 ante Zamora, ocurrió un hecho peculiar en el partido de ida con el guardameta. Cuando solo se habían disputado cinco minutos, recibió un pase atrás de un compañero y ante la presión del delantero Juan Falcón, Romo le exhortó que se detuviera. La señal no fue clara y el ariete le arrebató el balón, echó un vistazo por la confusa situación y mientras Romo reclamaba al árbitro la acción, tiró a puerta vacía. El arquero se desplomó y todos los jugadores de Mineros se le abalanzaron al goleador.  Romo salió sustituido y no disputó siquiera la vuelta en la que su equipo estuvo cerca de remontar la derrota 4:1 de la ida.
En agosto de 2013 no fue convocado para el partido de ida de la primera fase de la Copa Sudamericana 2013 ante Barcelona de Guayaquil de Ecuador —partido que culminó en empate a 2—, sin embargo, fue titular en la vuelta donde Mineros venció 0:2 como visitante. Igualmente fue titular en la segunda fase donde Mineros cayó por 1:4 global ante Libertad de Paraguay.
Su participación en la Copa Libertadores 2015 le restó sin embargo popularidad. Se estrenó el 24 de febrero ante Huracán en Argentina y cuando su equipo vencía 0:1, se le resbaló un rechace de las manos que entregó en para el gol del empate. En la siguiente fecha jugaban contra el rival a priori más asequible del grupo, recibiendo a Universitario de Sucre de Bolivia. En la primera llegada de los bolivianos, Romo dejó un flojo rechace que Leonardo Castro convirtió en el único tanto del partido al 73'. El guardameta se ganó los silbidos de la afición del estadio Cachamay cada vez que recibió el balón. Su equipo finalizó último con cuatro puntos, siendo la única victoria el 3:0 sobre Huracán en la que Romo no participó.

### Segunda retorno a Udinese y breve paso por Watford
En julio de 2015 regresó al Udinese y fue suplente toda la temporada del guardameta griego Orestis Karnezis, donde no disputó ni un solo minuto.
Cabe destacar, que en agosto fue cedido por dos semanas al aliado comercial del Udinese, el Watford de la Premier League para cubrir la posición debido a las lesiones que afrontaba el equipo. Viajó a Inglaterra pero ni siquiera fue convocado a los dos encuentros estipulados, pues el guardameta irlandés Rene Gilmartin fue elegido para el puesto. Rafael Romo viajó con el equipo a Goodison Park para visitar a Everton y vio desde la grada del Vicarage Road el otro encuentro ante West Bromwich Albion —de su compatriota y compañero mundialista Salomón Rondón—.
En abril de 2016 Romo dejaría al Udinese, aun cuando había la intención de una extensión de contrato.

### AEL Limassol
Luego de terminar su contrato con Udinese y quedar libre, deseó mantenerse en Europa en un equipo que le brindara regularidad. Tras recibir ofertas de la Serie B de Italia y de Grecia, los directivos de AEL Limassol de la primera división de Chipre les interesó sustituir la salida del argentino Matías Degra con él, y a mediados de 2016 firmó por dos temporadas con opción a renovar. Con el Limassol —un equipo que hacía un par de años se fue a la bancarrota y fue levantado por sus propios hinchas—, fue titular indiscutible, jugó treinta y seis partidos entre copa y liga —perdiéndose solo dos por lesión— y ayudó a que su equipo obtuviera un cupo en la Liga Europa de la UEFA.

### APOEL de Nicosia
A pesar de que Romo quiso continuar con el AEL Limassol, las pretensiones económicas del APOEL de Nicosia —el equipo más ganador del país— fueron más fuertes, por lo que fue presentado el 2 de junio de 2017 tras ficharlo por tres años. Sin embargo, un mes después sería cedido al Beerschot-Wilrijk, recién ascendido a la segunda división de Bélgica.

### Beerschot-Wilrijk
Llega a Beerschot-Wilrijk en julio de 2017, donde fue dirigido por el belga Marc Brys, quien le daría la titularidad. En Beerschot, fue campeón de la primera etapa y batió un récord de imbatibilidad en la categoría. El play-off de promoción a la Jupiler Pro League sería ante el Círculo de Brujas. En el partido de ida lo ganaron 1:0, pero en la vuelta un gol de penalti concedido desde el VAR al último minuto, colocaría el 3:1 para el Círculo, y serían estos los que ascenderían.
A pesar de sus buenas actuaciones —cuarenta y dos partidos y quince veces imbatido—, el Beerschot no pudo mantenerlo por su elevado coste. Asimismo, fue escogido como mejor arquero de la campaña.

### Retorno a APOEL de Nicosia
Romo se unió a la pretemporada del APOEL de Nicosia en junio de 2018, y fue suplente tanto en la primera ronda previa de la Liga de Campeones —donde APOEL cayó en el global 2:3 ante el club lituano Sūduva Marijampolė— como en la Liga Europa —donde cayeron por penales en la cuarta ronda previa ante el Astana de Kazajistán—.
Disputó su primer partido en la Supercopa de Chipre ante el AEK Larnaca, donde tras un tiro de esquina, lanzó un pase a su compañero que concluyó en una asistencia que marcaba el 1:0 parcial, sin embargo, a la postre perdieron el título en los penaltis.
Durante toda la temporada se disputó la titularidad con el neerlandés e insignia del equipo Boy Waterman, siendo los viajes con la selección de Venezuela lo que lo relegaba al banquillo por varios partidos. Se proclamó esa temporada como campeón de la primera división disputando doce partidos de treinta y cuatro y subcampeón de copa —en la que solo se perdió una fase de los cuartos de final y el encuentro decisivo—.
Para la temporada 2019-20, Romo no fue convocado por el APOEL para los partidos de la fase clasificatoria de la Liga de Campeones —donde su club terminó cayendo 0:2 en el global ante el Ajax de Ámsterdam en la cuarta fase previa—. APOEL había recibido en préstamo a un nuevo guardameta procedente de la Sampdoria de Italia, el esloveno Vid Belec, quien enseguida mandó a Waterman al banquillo, y afectaba las posibilidades de Romo para ser titular en la temporada.

### Silkeborg
El contrato de Romo expiraba en mayo de 2020, y ante la llegada de nuevos elementos en el APOEL de Nicosia, se marchó en septiembre de 2019 al Silkeborg IF de la Superliga de Dinamarca, donde firmó por una temporada, tras rescindir de mutuo acuerdo su contrato con el APOEL.
Con el Silkeborg debutó oficialmente el 4 de septiembre atajando un penal en la victoria 1:3 ante el Herlev IF en los treintaidosavos de final de la Copa de Dinamarca. Fue titular durante toda la temporada, donde llegó a disputar 26 partidos entre liga y copa. El Silkeborg por su parte, no fue capaz de mantener la categoría, siendo relegado a la primera división de Dinamarca.

### Oud-Heverlee Leuven
Tras finalizar su contrato con el Silkeborg, Romo se trasladó a Bélgica a realizar pruebas con el recién ascendido a la Jupiler Pro League, Oud-Heverlee Leuven —que había sido comprado unos años antes por el grupo King Power, mismos dueños del Leicester City de Inglaterra—.
Romo superó las pruebas y fue contratado por dos años, además, se reencontró con su antiguo entrenador, el belga Marc Brys, que lo dirigió en el Beerschot-Wilrijk. Romo llegó al equipo luchando por ser titular con el sudafricano Darren Keet y el danés Daniel Iversen —cedido por el Leicester City—, haciendo su debut el 19 de septiembre al sustituir a Iversen por una lesión cuando el partido se encontraba 1:0 para el KV Oostende, y que a la postre culminó 3:1. Ya se habían disputado cinco partidos de liga para ese entonces, y desde ese momento, disputó todos los partidos posibles como titular.
Tras sus sólidas actuaciones, fue considerado en diciembre por el diario Het Nieuwsblad, uno de los más reconocidos de Bélgica, como uno de los cinco mejores fichajes que hizo la liga belga para esa temporada, tras haber sido galardonado en varias jornadas como «Hombre del Partido», además, también ha estado presente varias veces en el «XI Ideal de la Jornada». Igualmente sus actuaciones lo llevaron a ganar el premio de Jugador del Mes con un promedio de 86,9 %. Romo concedió siete goles en el mes de diciembre, pero también realizó nada menos que treinta y cinco salvamentos, el número más alto de los últimos cuatro años.

## Selección nacional

### Selecciones juveniles
Inició su participación en la selección venezolana con la categoría sub-15, donde disputó el Campeonato Sudamericano de Fútbol Sub-15 de 2005 en Bolivia. En cuatro partidos recibió seis goles y Venezuela no logró pasar de la fase de grupos. Igualmente disputó el Campeonato Sudamericano de Fútbol Sub-17 de 2007 en Ecuador con la categoría sub-17, donde logró el quinto puesto en el hexagonal final, a un punto del cuarto puesto que daba boleto Copa Mundial de ese año.
Con trece partidos internacionales en su haber, Romo disputó el Campeonato Sudamericano de Fútbol Sub-20 de 2009 celebrado en Venezuela con la categoría sub-20. Romo solo encajó tres goles en la primera fase, y en el último partido de la jornada, con el marcador empatado a 1, Romo atajó un penal al delantero colombiano Cristian Nazarith en el minuto 94 para sellar el pase de Venezuela a la siguiente ronda. En el hexagonal final igualmente tendría una destacada actuación, logrando el cuarto puesto y la histórica clasificación de Venezuela a un torneo FIFA. En la Copa Mundial de Fútbol Sub-20 de 2009, Romo alcanzaría los octavos de final donde fueron eliminados por los Emiratos Árabes Unidos, disputando un total de cuatro partidos y recibiendo cinco goles.

#### Participaciones con la selección juvenil
| Torneo                                           | Sede      | Resultado    | Partidos | Goles |
| ------------------------------------------------ | --------- | ------------ | -------- | ----- |
| Campeonato Sudamericano de Fútbol Sub-15 de 2005 | Bolivia   | Primera fase | 4        | -6    |
| Campeonato Sudamericano de Fútbol Sub-17 de 2007 | Ecuador   | Quinto lugar | 9        | -20   |
| Campeonato Sudamericano de Fútbol Sub-20 de 2009 | Venezuela | Cuarto lugar | 9        | -6    |

### Selección absoluta
Con 18 años, debutó bajo la dirección de César Farías el 20 de agosto de 2008 en un encuentro amistoso ante Siria en el estadio José Antonio Anzoátegui de Puerto La Cruz, sustituyendo al guardameta Leonardo Morales al 83', en un partido que concluyó con victoria 4:1.
Su primera titularidad se dio el 13 de mayo de 2009 en un amistoso ante Costa Rica en el Polideportivo de Pueblo Nuevo, tras su destacada participón en el Sudamericano Sub-20 de ese año. Recibió su primer gol al 28' tras un disparo de Warren Granados. El encuentro finalizó 1:1 y salió sustituido en el entretiempo por el mismo guardameta que le abrió espacio en su inauguración.
El 6 de junio de 2009 debutó en las Clasificación de Conmebol para la Copa Mundial de Fútbol de 2010 ante Bolivia, partido que concluyó 1:0, donde además Venezuela por primera vez en la historia se lleva puntos en La Paz. Romo terminó con una destacada labor ya que impidió que el equipo rival anotara en más de una ocasión, formando parte de un plantel que hacía vida en el fútbol nacional para prepararse en la altura.
No fue convocado a la Copa América 2011 y durante las Clasificación de Conmebol para la Copa Mundial de Fútbol de 2014 sería tercer arquero por detrás de Renny Vega y Dani Hernández. Pasó tiempo alejado de la selección, hasta que volvió a aparecer en 2018 en un amistoso ante Panamá, donde Venezuela logró la victoria 0:2 en el estadio Rommel Fernández. El seleccionador nacional Rafael Dudamel lo estableció como su segundo arquero —por detrás del mundialista sub-20, Wuilker Faríñez—, dándole minutos en algunos partidos amistosos y convocándolo a la Copa América 2019, la única en donde ha dicho presente aunque viéndola desde el banquillo.

#### Participaciones en Clasificatorias a Copas del Mundo
| Eliminatorias                 | Sede            | Resultado    | Partidos | G. en contra |
| ----------------------------- | --------------- | ------------ | -------- | ------------ |
| Eliminatorias Mundial de 2010 | América del Sur | 8.º lugar    | 1        | 0            |
| Eliminatorias Mundial de 2014 | América del Sur | 6.º lugar    | 0        | 0            |
| Eliminatorias Mundial de 2022 | América del Sur | 10.º lugar   | 1        | -1           |
| Eliminatorias Mundial de 2026 | América del Sur | Disputándose | 6        | -3           |
| Total                         | Total           | Total        | 8        | -4           |

### Participaciones en Copas América
| Torneo            | Sede           | Resultado        | Partidos | G. en contra |
| ----------------- | -------------- | ---------------- | -------- | ------------ |
| Copa América 2019 | Brasil         | Cuartos de final | 0        | 0            |
| Copa América 2024 | Estados Unidos | Cuartos de final | 4        | -2           |
| Total             | Total          | Total            | 4        | -2           |

## Clubes
| Club                           | País           | Año       |
| ------------------------------ | -------------- | --------- |
| Atlético Turén                 | Venezuela      | 2007      |
| Llaneros de Guanare            | Venezuela      | 2008-2009 |
| Udinese                        | Italia         | 2009-2010 |
| Estudiantes de Mérida (cedido) | Venezuela      | 2011      |
| Udinese                        | Italia         | 2011-2012 |
| Mineros de Guayana (cedido)    | Venezuela      | 2012-2015 |
| Udinese                        | Italia         | 2015      |
| Watford (cedido)               | Inglaterra     | 2015      |
| Udinese                        | Italia         | 2015-2016 |
| AEL Limassol                   | Chipre         | 2016-2017 |
| APOEL de Nicosia               | Chipre         | 2017      |
| Beerschot-Wilrijk (cedido)     | Bélgica        | 2017-2018 |
| APOEL de Nicosia               | Chipre         | 2018-2019 |
| Silkeborg                      | Dinamarca      | 2019-2020 |
| Oud-Heverlee Leuven            | Bélgica        | 2020-2022 |
| D. C. United                   | Estados Unidos | 2022      |
| Universidad Católica           | Ecuador        | 2023-act. |

## Características técnicas
Según Bram Verbist, entrenador de porteros del Oud-Heverlee Leuven, Romo tiene un gran alcance por su estatura y, además, si toma la decisión correcta, es muy difícil de pasar en un uno contra uno. A pesar de su estatura, puede tirarse hacia abajo rápidamente e, igualmente, puede dar un empujón extra cuando va a la esquina. A su vez tiene pequeños puntos en los que mejorar, como el posicionamiento y la toma de decisiones. Incluso a veces puede parecer un guardameta poco ortodoxo, pero eso se debe a que siempre trata de meter el balón fuera de su área. Es por ello que si puede echar el balón, lo hará, aun cuando sabe perfectamente a dónde irá el balón. Prefiere rechazar el balón con certeza antes que tratar de capturarlo.

## Palmarés

### Campeonatos nacionales
| Título                     | Club               | País      | Año  |
| -------------------------- | ------------------ | --------- | ---- |
| Torneo Apertura            | Mineros de Guayana | Venezuela | 2013 |
| Primera división de Chipre | APOEL de Nicosia   | Chipre    | 2019 |

### Distinciones individuales
| Distinción                                                           | Año  |
| -------------------------------------------------------------------- | ---- |
| Mejor jugador del Torneo Internacional de Fútbol Sub-20 de l'Alcúdia | 2009 |
| Mejor guardameta de la segunda división de Bélgica                   | 2018 |
| Jugador del mes (diciembre) de la Jupiler Pro League 2020-21         | 2020 |